# Scénografie
Scénografie je označení pro výtvarnou složku divadla (nebo filmu).
Kromě toho se jedná také o jeden z oborů divadelní vědy, který se zabývá výtvarnými projevy v divadle zejména z teoretického a historického hlediska. Divadelní výtvarník zabývající se scénografií se nazývá scénograf (muž) nebo scénografka (žena). Z hlediska estetického působení na diváka se jedná o velmi významnou složku divadelní tvorby každého kamenného divadla.
Příbuznou, či často se prolínající, profesí je světelný design. Tím se může zabývat přímo scénograf nebo osoba přímo specializovaná v tomto oboru - lightdesignér.